# 新竹市行政區劃
新竹市行政區劃係描述與今中華民國臺灣省新竹市相關之行政區劃沿革，故不限於1930年正式出現「新竹市」之名稱，及現今新竹市之行政區劃範圍。
目前新竹市共劃分3區。而新竹市目前之範圍確立於1982年，其當時未設置市轄區，現今三市轄區係從1990年新增而來，因此現今新竹市東區、北區、香山區共用郵遞區號300。

## 行政區劃沿革

### 荷治時期
隸屬於荷蘭東印度公司的淡水地方會議區管轄範圍內。

### 中華民國時期

#### 第一次省轄市時期（1945年~1950年）

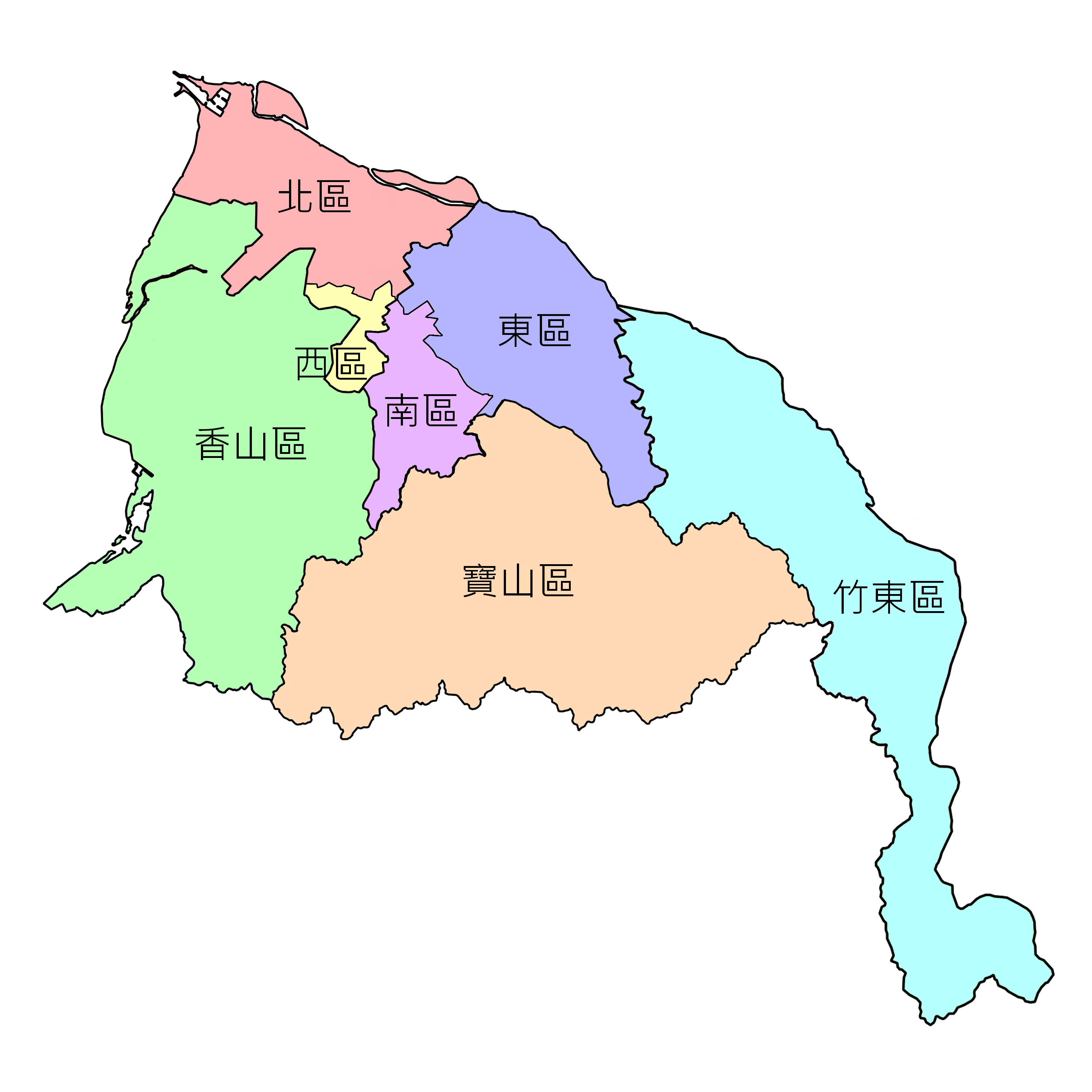
新竹市行政區劃（1945年－1950年）

1945年10月25日，臺灣由中華民國接管，中華民國在臺灣設置臺灣省行政長官公署:54。11月30日，新竹市將日治時期原轄的25區改編為9區:55－56。1946年2月28日，新竹市正式改制為省轄市。3月18日，將原屬新竹縣竹東區的竹東鎮、寶山鄉編入新竹市，改為竹東、寶山二區。4月15日，原新竹市下轄的9區，改劃為東、西、南、北、香山五區，全市共轄7個區:56。

#### 縣轄市時期（1951年~1982年）
1950年9月8日，臺灣省政府調整行政區域，將全臺劃分為16縣5市1管理局。10月25日，將香山、竹東、寶山三區改為香山鄉、竹東鎮、寶山鄉，其餘的東、西、南、北四區則維持原狀，全數（1市1鎮2鄉）改隸新竹縣，其中新竹市下轄共102個里，香山鄉則下轄共24個村:66－67。1951年11月30日，成立新竹市公所。翌日（12月1日），新竹市將東、西、南、北四區裁併:67。其後新竹市、香山鄉皆個別歷經數次村里數調整，至1982年7月1日新竹市重新改制為省轄市前為止，新竹市共轄80個里，香山鄉則共轄23個村:67、69。

#### 第二次省轄市及精省後市制時期（1982年~）
1982年7月1日，新竹市復改制為省轄市，並將香山鄉劃入新竹市，暫不設區，下轄共計103個里。1990年11月1日，新竹市劃分為東區、北區、香山區三區:69。

## 各市轄區簡介

### 東區
東區為新竹市產業結構的主要中心地帶，新竹科學園區的所在地，台灣積體電路製造、聯發科技等半導體大廠皆位於此，其中，位於新竹市東區的關新里是臺灣平均所得排行第一高的村里。

### 北區
北區為新竹市的歷史文化中心，是新竹市政府的所在辦公之處，也是新竹市文化中心的所在地，是新竹歷史人文發展最悠久的地區，有許多古色古香的歷史建築皆保存於此，例如新竹鄭氏家廟、新竹都城隍廟、楊氏節孝坊、蘇氏節孝坊等。北區也是新竹空軍基地的所在地。

### 香山區
香山區為新竹市的自然生態豐富之地，也是三個行政區中面積最大的區，香山濕地可見許多生物棲息，例如招潮蟹以及彈塗魚，也有不同時期的候鳥棲息，為中華民國野生動物保護區及重要棲息環境。

## 列表
新竹市共轄3區，以下資料時間為2024年底。
| 區名   | 區域代碼 | 面積 （km²） | 下轄里數 | 下轄鄰數 | 人口數  | 人口消長 | 人口密度 （人/km²） | 地圖 |
| ------ | -------- | ------------ | -------- | -------- | ------- | -------- | ------------------- | ---- |
| 東區   | 10018010 | 33.5768      | 53       | 1,016    | 224,043 | +217     | 6,673               |      |
| 北區   | 10018020 | 15.7267      | 45       | 774      | 153,897 | +138     | 9,786               |      |
| 香山區 | 10018030 | 54.8491      | 24       | 375      | 79,302  | +412     | 1,446               |      |
| 新竹市 | 10018    | 104.1526     | 122      | 2,165    | 457,242 | +767     | 4,390               |      |

- 人口消長計算方式為2024年底人口減去2023年底人口，負值以紅字表示，正值以藍字表示，沒有增長以綠字表示
- 各區人口密度以4捨5入至小數點前1位計之

## 地圖
| 新竹市行政區劃 |
|                |

## 圖集

新竹市各行政區圖集
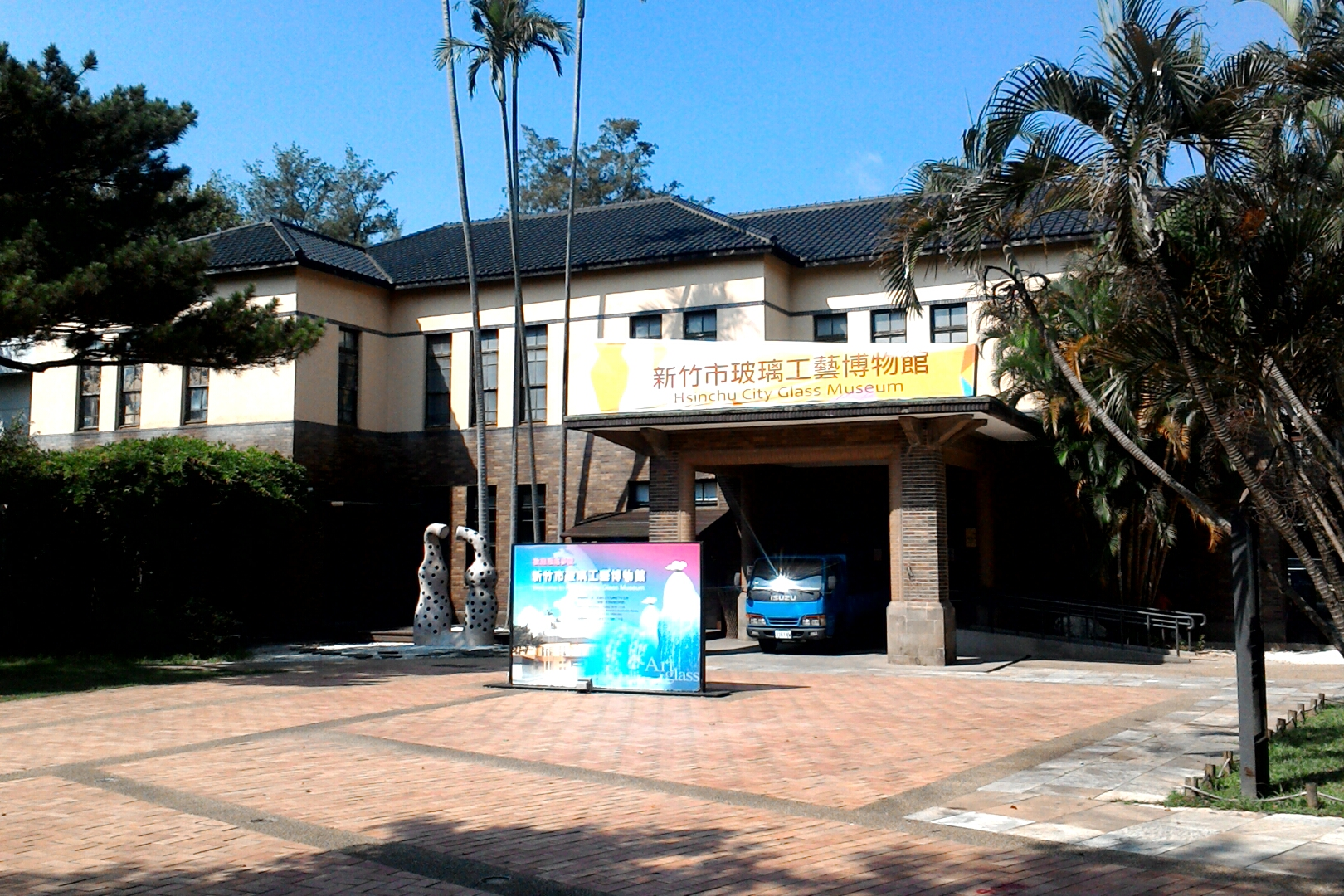
東區新竹市立玻璃工藝博物館
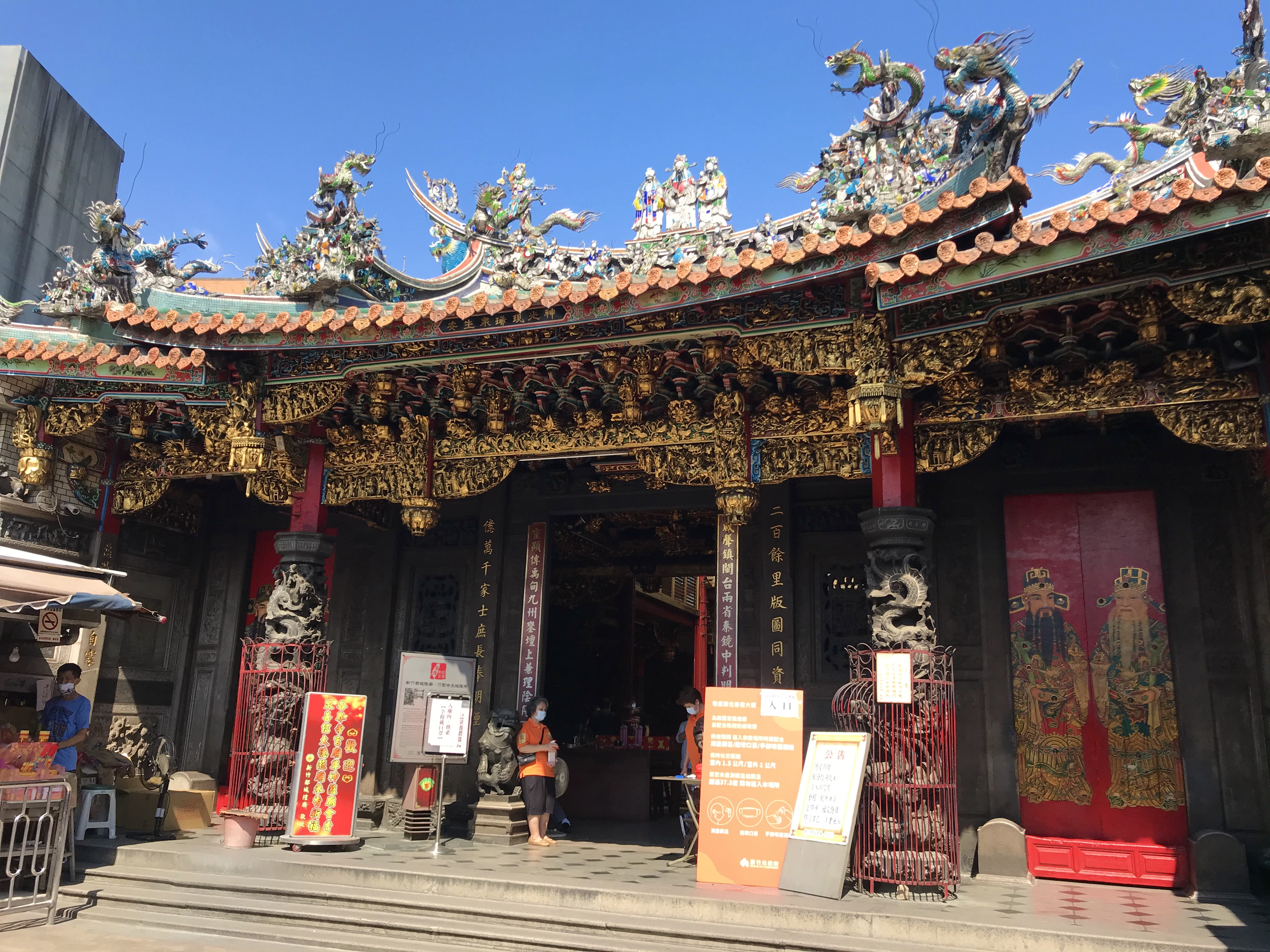
北區新竹都城隍廟
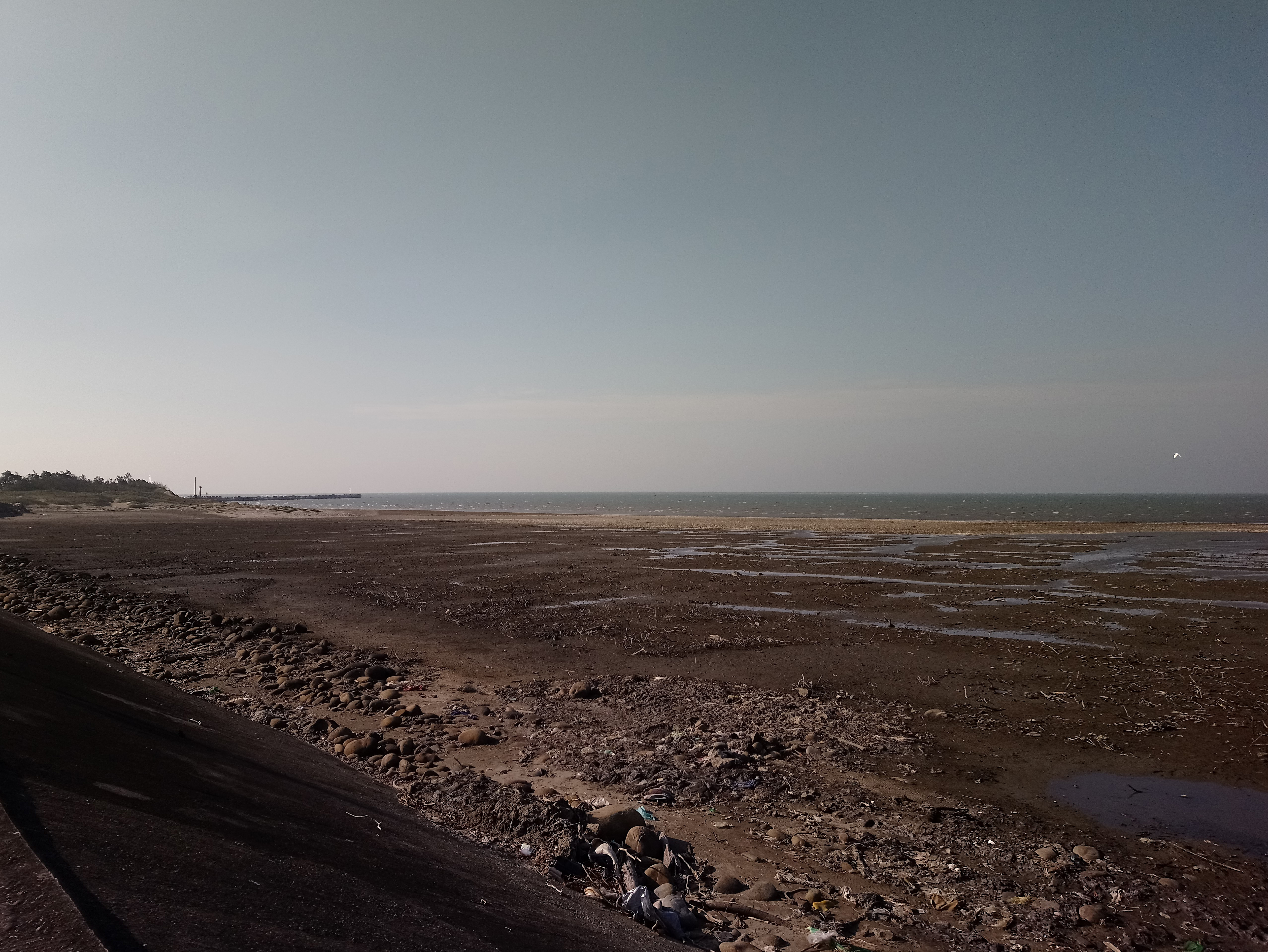
香山區香山濕地

## 聯(合)里

### 東區
- 東門聯里
- 東勢聯里
- 建功聯里
- 埔頂聯里
- 南門聯里
- 竹蓮聯里[4]

### 北區
- 西門聯里
- 北門聯里
- 客雅聯里
- 士林聯里
- 湳雅聯里
- 南寮聯里[5]

### 香山區
- 埔前聯里
- 香山聯里
- 海山聯里[6]